# Epidendrum chinchaoense
Epidendrum chinchaoense är en orkidéart som beskrevs av Hágsater, D.Trujillo och E.Santiago. Epidendrum chinchaoense ingår i släktet Epidendrum och familjen orkidéer. Inga underarter finns listade i Catalogue of Life.